# Chinesisches Deep-Space-Netzwerk
Das Chinesische Deep-Space-Netzwerk, kurz CDSN, (中國深空網 / 中国深空网,  Zhōngguó Shēnkōng Wǎng – „Chinesisches Tiefraumnetzwerk“) ist ein vom Satellitenkontrollzentrum Xi’an der Strategischen Kampfunterstützungstruppe koordiniertes Netzwerk von Bodenstationen, Bahnverfolgungsschiffen sowie Relais- und Navigationssatelliten zur Unterstützung von Tiefraummissionen der Volksrepublik China und ihrer Partner.

## Beschreibung
Der Ausdruck „Deep-Space-Netzwerk“ bzw. 深空网 entstammt dem Vokabular der Volksbefreiungsarmee und taucht als autochthoner Begriff (also nicht nur als Übersetzung des amerikanischen Deep Space Network) erstmals 2009 während der Diskussion um die Errichtung eigener Tiefraumstationen auf, die unter den Verantwortlichen des chinesischen Mondprogramms geführt wurde. Als „Deep Space“ wird in der Volksrepublik China alles definiert, was jenseits von 80.000 km liegt, also jenseits dem maximalen Orbit der vom Satellitenkontrollzentrum Xi’an betreuten Kommunikations- und Aufklärungssatelliten.
Insofern gehören die Trackingstationen des Satellitenkontrollzentrums mit ihren 18-m-Antennen im In- und Ausland sowie die auf der Bahnverfolgungsschiffsbasis Jiangyin am Mittellauf des Jangtsekiang beheimateten Bahnverfolgungsschiffe nicht zum Chinesischen Tiefraumnetzwerk im eigentlichen Sinn. Sie werden jedoch als Subsystem (测控子网) bei der Start- und der Landephase von Tiefraummissionen eingesetzt.

### Tiefraumstationen

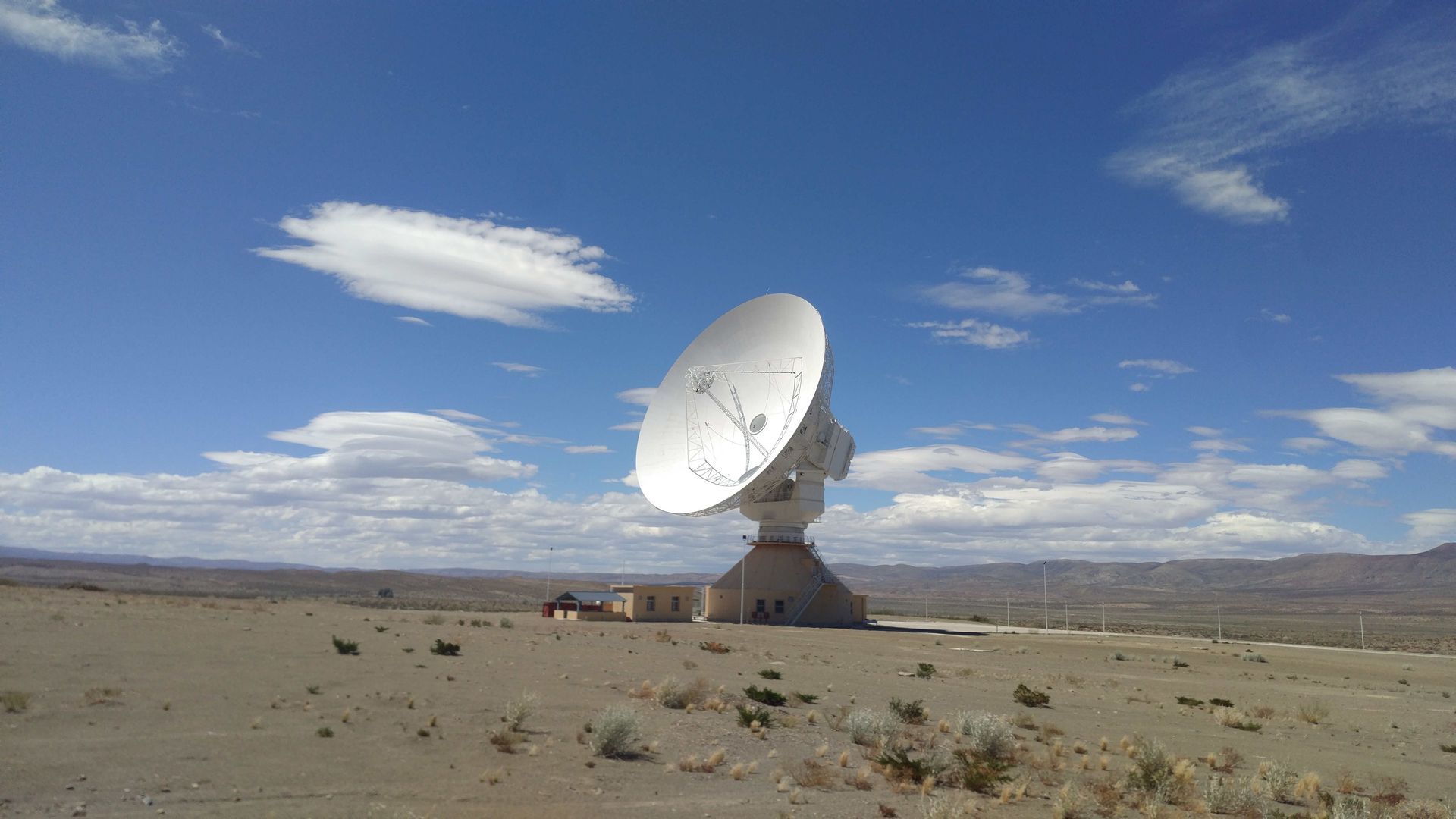
Tiefraumstation Zapala

Bei dem am 24. Oktober 2007 gestarteten Mondorbiter Chang’e 1 war das damals für die Raumfahrt zuständige Hauptzeugamt der Volksbefreiungsarmee auf die Unterstützung durch ESTRACK-Stationen der ESA angewiesen, ebenso wie bei dem am 1. Oktober 2010 gestarteten Orbiter Chang’e 2.
Bereits nach dem Ende der Chang’e-1-Mission am 1. März 2009 hatten die Verantwortlichen des Mondprogramms jedoch beschlossen, für die als 2. Schritt des Programms folgende Landungsphase eigene Tiefraumstationen zu errichten. Um eine ununterbrochene Verbindung mit Sonden auf dem Mond aufrechterhalten zu können, wäre es an sich wünschenswert gewesen, rund um die Erde in jeweils 120 Längengraden Abstand drei Tiefraumstationen zu positionieren. Da man sich jedoch anfangs auf das chinesische Territorium beschränkte, wurde zunächst im Regierungsbezirk Kaschgar nahe der Westgrenze des Landes sowie im mandschurischen Giyamusi ganz im Nordosten jeweils eine Station errichtet und Anfang 2013 in Betrieb genommen. Im April 2018 folgte die Tiefraumstation Zapala in Argentinien.
Die Station Kashgar erhielt für die Mondmission Chang’e 5 und die Marsmission Tianwen-1 drei weitere 35-m-Antennen. Die vier Antennen können zu einem Array verbunden werden, wodurch sie gemeinsam die Leistungen der 66-Meter-Station von Giamusi erreichen. Mitte November 2020 nahm die Anlage den regulären Betrieb auf und ist nun nicht nur für die Marsmission, sondern auch für die Steuerung der Nutzlasten auf der Mondsonde Chang’e 4 und vor allem ihres Rovers Jadehase 2 zuständig. Die Steuerung mehrerer Missionen gleichzeitig wird dadurch ermöglicht, dass die vier Antennen nicht nur als zusammengeschaltetes Array fungieren, sondern auch unabhängig voneinander arbeiten können.
Damit verfügte die Hauptabteilung Satellitenstarts, Bahnverfolgung und Steuerung der Strategische Kampfunterstützungstruppe nun über folgende Tiefraumstationen, die, sich gegenseitig abwechselnd, eine Sonde für mehr als 90 % eines Tages im Blick hatten:
- Tiefraumstation Kashgar: Array mit vier 35-Meter-Antennen in der Wüste 130 km südlich von Kashgar, S/X/Ka-Band-Sendeempfänger. 38° 25′ 21,3″ N, 76° 42′ 32,3″ O
- Tiefraumstation Giyamusi: 66-Meter-Antenne in einem Waldgebiet 45 km südöstlich Giyamusi, S/X/Ka-Band-Sendeempfänger. 46° 29′ 38″ N, 130° 46′ 14,2″ O
- Tiefraumstation Zapala: 35-Meter-Antenne im Ödland 75 km nördlich der Stadt Zapala, S/X/Ka-Band-Sendeempfänger. 38° 11′ 27,3″ S, 70° 8′ 59,6″ W

### Datenempfangsstationen

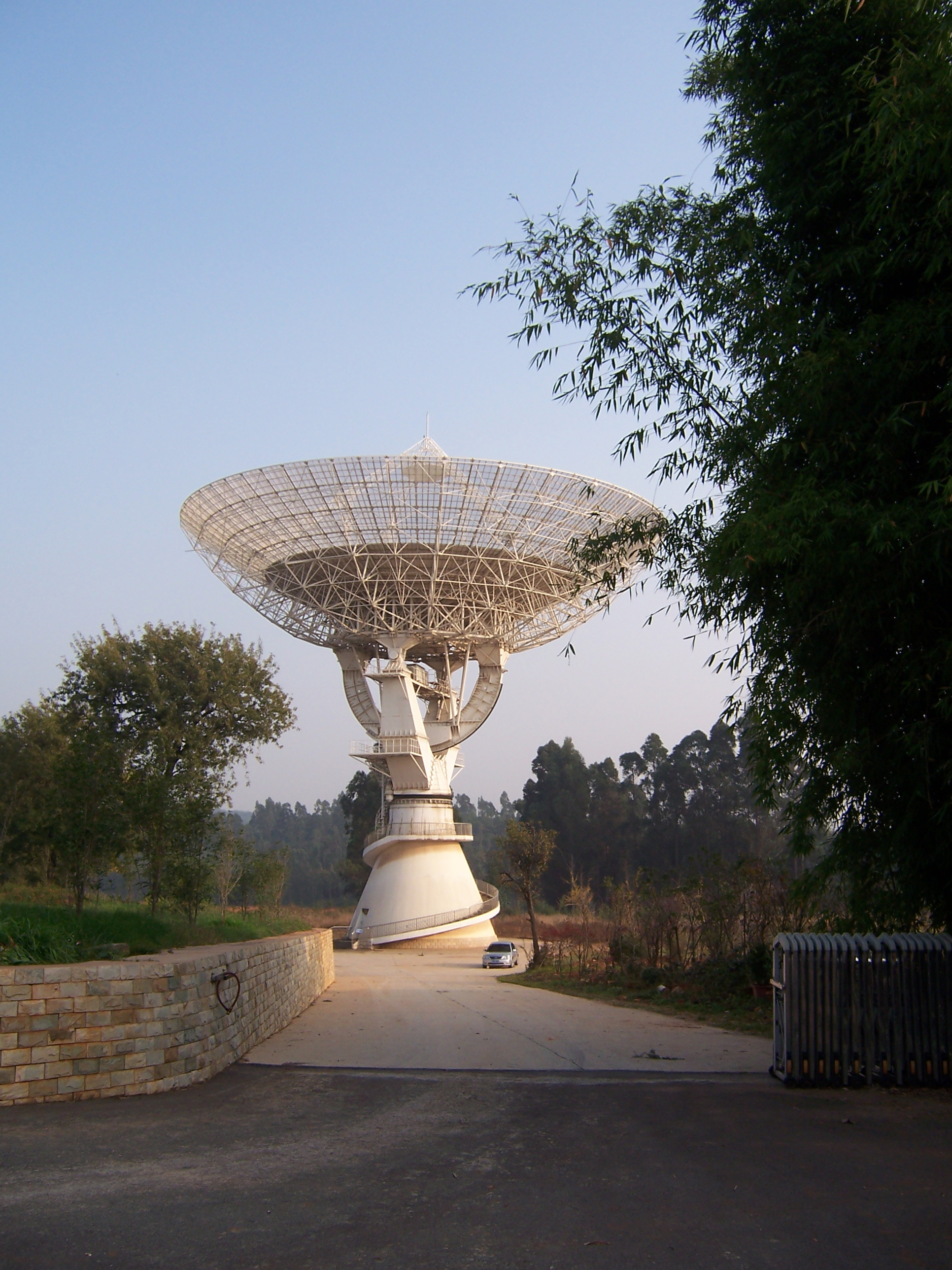
Datenempfangsstation Kunming

Die Tiefraumstationen der Volksbefreiungsarmee dienen der Steuerung der Plattformen, das was bei Satelliten als „Bus“ bezeichnet wird. Sie empfangen die Telemetriesignale der Raumsonden und Rover und steuern deren Flug bzw. Fahrt. Zuständig hierfür ist das im Raumfahrtkontrollzentrum Peking angesiedelte Steuerteam (操控团队).
Die von den wissenschaftlichen Instrumenten an Bord der Sonden und Rover ermittelten Nutzlastdaten werden dagegen von der Chinesischen Akademie der Wissenschaften mit ihren eigenen Antennen empfangen. Für die Mondmissionen ab 2007 wurden hierzu zwei weniger genutzte Radioastronomie-Antennen des Observatoriums Miyun bei Peking und des Observatoriums Yunnan bei Kunming eingeteilt.
Für den Empfang der Nutzlastdaten von Orbiter und Rover der Marsmission Tianwen-1 baute die Akademie der Wissenschaften 2019/2020 am Stadtrand von Tianjin eine eigene Antenne mit 70 m Durchmesser. Die Marssonde startete zwar bereits am 23. Juli 2020, die Antenne kam aber erst ab dem 10. Februar 2021 zum Einsatz, als die Sonde, gesteuert von den Tiefraumstationen, in eine Umlaufbahn um den Mars eingeschwenkt war und mit einer dreimonatigen Untersuchung des vorgesehenen Landegebiets begann. Damit betrieb die Akademie der Wissenschaften nun folgende Datenempfangsstationen:
- Datenempfangsstation Miyun: 50-m-Antenne in Bulaotun im nordöstlichen Außenbezirk Miyun von Peking, S/X-Band-Empfänger. 40° 33′ 29,9″ N, 116° 58′ 36,1″ O
- Datenempfangsstation Kunming: 40-m-Antenne auf dem Phönixberg im östlichen Außenbezirk Guandu von Kunming, S/X-Band-Empfänger. 25° 1′ 38,6″ N, 102° 47′ 44,9″ O
- Datenempfangsstation Wuqing: 70-m-Antenne in Daliang im westlichen Außenbezirk Wuqing von Tianjin, S/X-Band-Empfänger.  39° 32′ 11,7″ N, 117° 5′ 52,2″ O

Die von diesen Antennen empfangen Nutzlastdaten laufen am Hauptsitz der Nationalen Astronomischen Observatorien der Chinesischen Akademie der Wissenschaften im Pekinger Stadtbezirk Chaoyang zusammen, wo die Bodensegmente des Mondprogramms der Volksrepublik China und des Marsprogramms der Volksrepublik China angesiedelt sind. Dort werden die Rohdaten zu Bildern und Tabellen weiterverarbeitet und über eine Datenbank weltweit zugänglich gemacht.
Im Gegensatz zu den Tiefraumstationen besitzen die Datenempfangsstationen keine Sender. Das für die jeweilige Mission zuständige Wissenschaftsteam (科学团队) kann die Nutzlasten nicht selbst steuern, sondern muss bei der Volksbefreiungsarmee beantragen, zum Beispiel spektrographische Aufnahmen einer ungewöhnlichen Bodenformation durchzuführen. Im Raumfahrtkontrollzentrum Peking gibt es ein Planungsteam (计划团队), das unter Berücksichtigung von Faktoren wie Geländeneigung oder Besonnungssituation einen Messplan ausarbeitet und an das Steuerteam übermittelt. Das Steuerteam schreibt die entsprechenden Befehlszeilen und funkt sie über die Tiefraumstationen an die im All aktiven Roboter.

### VLBI-Stationen

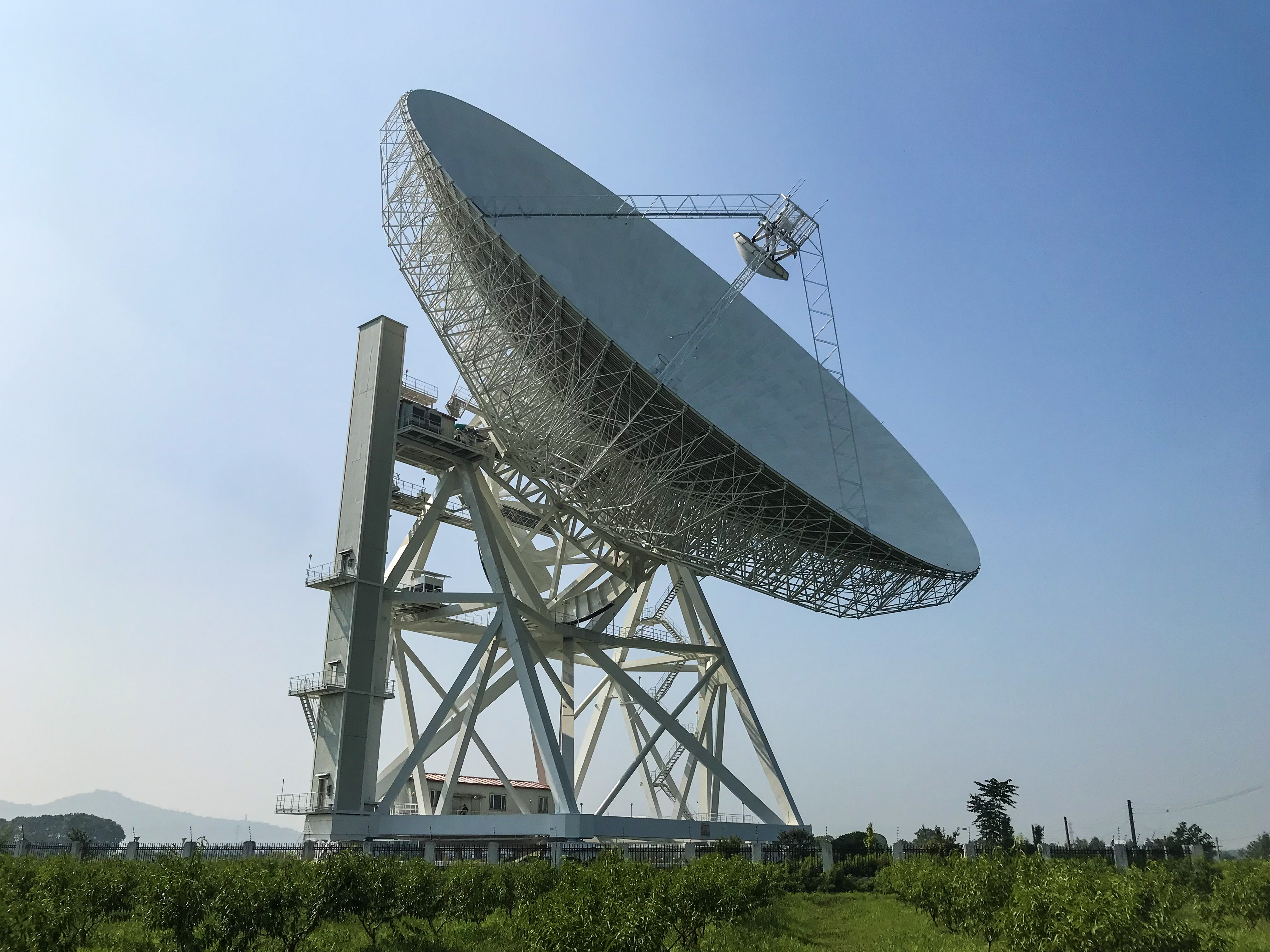
Tianma-Radioteleskop

Die vier großen Radioteleskope der Nationalen Astronomischen Observatorien in Miyun, Shanghai, Kunming und Ürümqi können zu einem nationalen Verband zusammengeschaltet werden und bilden auf diese Weise das Chinesische VLBI-Netzwerk (中国甚长基线干涉测量观测网, CVN), ein virtuelles Radioteleskop in der Größe der Volksrepublik China.
Die Zusammenführung und Auswertung der Messdaten geschieht in der VLBI-Beobachtungsbasis Sheshan (佘山VLBI观测基地) des Astronomischen Observatoriums Shanghai. Die Anlagen von Shanghai, Kunming und Ürümqi sind zusätzlich eingebunden in das Ostasiatische VLBI-Netzwerk und das Europäische VLBI-Netzwerk, wo sie unter anderem auch mit Stationen in Thailand und Südafrika vernetzt sind.
Im Erde-Mond-Raum erfolgt die routinemäßige Kontrolle der Flugbahn von Raumsonden während der weniger kritischen Missionsphasen durch die 18-m-Antennen der Volksbefreiungsarmee, wo aus der Doppler-Verschiebung der Telemetriesignale die Geschwindigkeit inklusive lateraler Komponenten, und damit die Entfernung bzw. Position der Sonde berechnet wird. Die Entfernungsmessung funktioniert mit dieser Technologie auch über 400.000 km, aber eine Winkelbestimmung hat bei dieser Entfernung einen Fehlerbereich von mehr als 100 km. Für eine genaue Positionsbestimmung während kritischer Missionsphasen und die Berechnung von Bahnkorrekturmanövern zieht die Hauptabteilung Satellitenstarts, Bahnverfolgung und Steuerung der Strategische Kampfunterstützungstruppe daher die VLBI-Stationen der Akademie der Wissenschaften als Subsystem (VLBI测轨分系统) heran, und zwar primär folgende Antennen:
- Nanshan-Radioteleskop: 25-m-Antenne in den Vorbergen des Tian Shan 75 km südlich von Ürümqi, S/X-Band-Empfänger. 43° 28′ 16″ N, 87° 10′ 22,4″ O
- Tianma-Radioteleskop: 65-m-Antenne in Sheshan am westlichen Stadtrand von Shanghai, S/X-Band-Empfänger.[16] 31° 5′ 31,6″ N, 121° 8′ 11,4″ O

Bei komplexen Missionen wie der Probenrückführsonde Chang’e 5 werden zusätzlich die Datenempfangsstationen Miyun und Kunming für VLBI-Messungen eingesetzt. Beim Einsatz im Dienst der Volksbefreiungsarmee erfolgt die Positionsberechnung der Ziele nicht in der VLBI-Beobachtungsbasis Sheshan, sondern in der 2018 für die Mondmission Chang’e 4 – ebenfalls in Sheshan – eingerichteten VLBI-Kommandozentrale für Tiefraumerkundung (VLBI深空探测指挥控制中心).
Die Radioteleskope sind dabei über ein für politische und geschäftliche Zwecke speziell abgesichertes optisches Transportnetz mit Glasfaser-Standleitungen (政企高质量专线承载网络) mit der Kommandozentrale verbunden, die für die Positionsberechnung eine Minute benötigt.
Da ab 2025 die Zahl der chinesischen Tiefraummissionen stark zunimmt, nicht nur durch die Internationale Mondforschungsstation der CNSA und das separat davon durchgeführte Bemannte Monderkundungsprogramm der CMSA, sondern auch durch Asteroidenmissionen, Sonnensonden und die Erkundung von Exoplaneten, baut das Astronomische Observatorium Shanghai seit September 2023 im Südwesten und Nordosten Chinas zwei weitere VLBI-Stationen. Zusammen mit den beiden Stationen bei Shanghai und Ürümqi wird es dann möglich sein, die Position zweier Raumflugkörper gleichzeitig zu bestimmen, ohne den Datempfang in Miyun und Kunming zu beeinträchtigen:
- Xigazê-Radioteleskop: 40-m-Antenne 35 km westlich von Samzhubzê im Süden Tibets. 29° 14′ 44,6″ N, 88° 34′ 1,2″ O
- Changbaishan-Radioteleskop: 40-m-Antenne 22 km südöstlich von Songjianghe an der Grenze zu Nordkorea. 42° 7′ 0″ N, 127° 42′ 0″ O

### Elsternbrücke-Konstellation

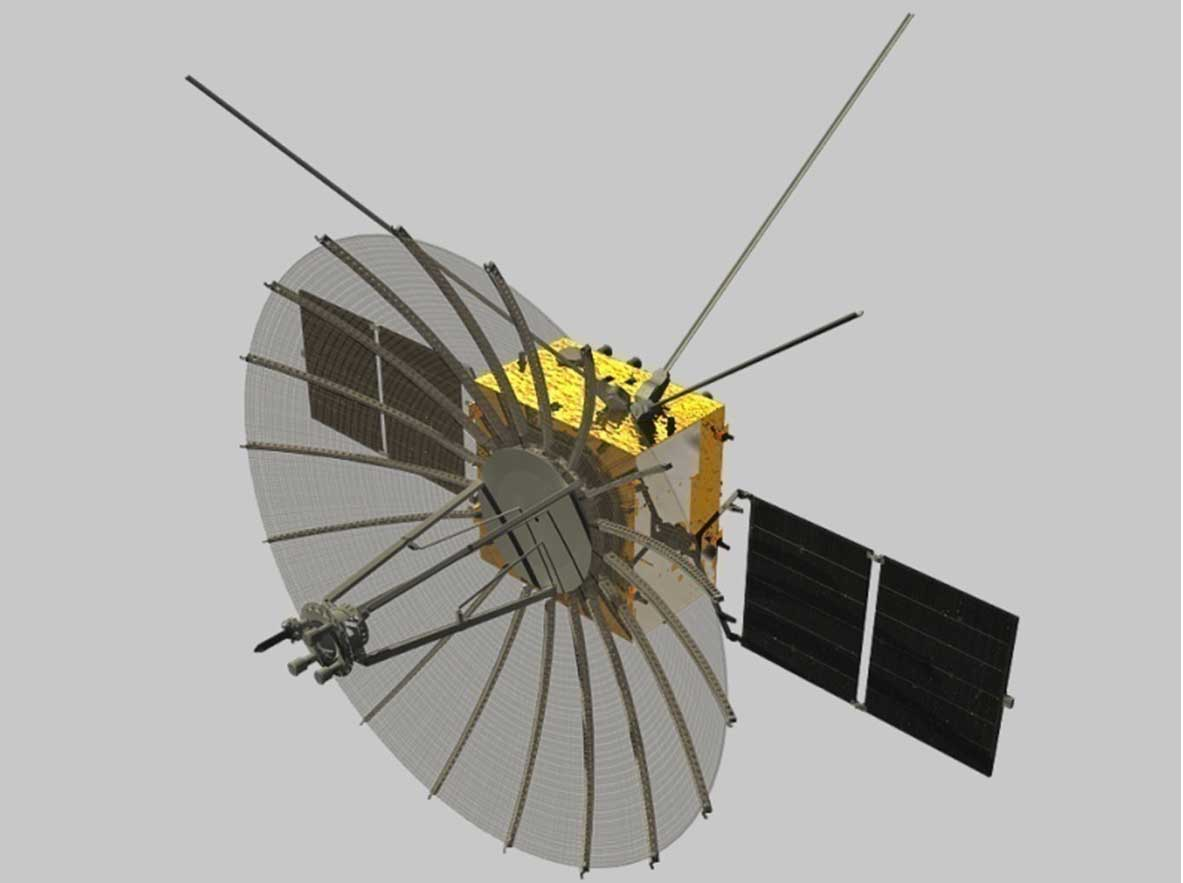
Relaissatellit Elsternbrücke

Zusätzlich zu den bodengebundenen Einrichtungen verwendet die Strategische Kampfunterstützungstruppe bei ihrem Tiefraum-Netzwerk auch Komponenten im Weltall. Das begann mit den ab 2008 gestarteten Tianlian-Relaissatelliten in geostationären Umlaufbahnen und den ab 2017 gestarteten Navigationssatelliten des Beidou-3-Systems, mit deren Hilfe bemannte Raumschiffe kommunizieren, navigieren – die Tianlian-Satelliten verfügen auch über Geräte zur Bahnverfolgung – und Koppelmanöver durchführen.
Im Jahr 2018 wurde dann für die Mission Chang’e 4 zur erdabgewandten Seite des Mondes mit dem Relaissatelliten Elsternbrücke der erste lunare Kommunikationssatellit in einem Orbit um den Lagrange-Punkt L2 des Erde-Mond-Systems positioniert. Mit Elsternbrücke 2 und weiteren Satelliten wird das System nun ab 2024 sukzessive zur Elsternbrücke-Konstellation erweitert. Diese Satelliten sollen nicht nur die Kommunikation verbessern, sondern auch Navigations- und Fernerkundungsfunktionen besitzen. Sonden und Raumschiffe würden dann nur noch während des Flugs zum Mond von den VLBI-Stationen betreut, während sie für Koppelmanöver und Landungen auf dem Mond die lunaren Navigationssatelliten nutzen.
Die Elsternbrücke-Konstellation soll im weiteren Verlauf mit den Beidou-Navigationssatelliten und geostationären Kommunikationssatelliten vernetzt werden, die durch die Neigung der Erdachse fast immer eine Sichtverbindung über die Polkappen hinweg zum Mond haben, was die Volksbefreiungsarmee unabhängig von der politischen Situation in Argentinien machen würde. Weitere Relaissatelliten, die nicht nur über die bislang genutzten S-, X- und Ka-Bänder, sondern auch über Laser mit der Erde kommunizieren, sollen im Raum um Mars und Venus stationiert werden; langfristig soll die Elsternbrücke-Konstellation bis zur Heliopause erweitert werden. Auf diese Weise ist es möglich, das Problem der geringen Sendeleistung der chinesischen Tiefraumstationen – 50 kW im Vergleich zu 500 kW beim amerikanischen Deep Space Network – zu umgehen.

## Beispiel einer Tiefraummission
Als Beispiel sind hier die bei der Probenrückführmission Chang’e 5 im November/Dezember 2020 eingesetzten Einrichtungen markiert. Dies war die bis dahin komplexeste Mission der Nationalen Raumfahrtbehörde Chinas, bei der eine aus vier Modulen bestehende Sonde zunächst zum Mond fliegen und sich dort in zwei Komponenten teilen musste. Lander und Aufstiegsstufe führten eine Landung auf der Mondoberfläche durch. Nach dem Einsammeln der Bodenproben flog die Aufstiegsstufe in den Mondorbit, wo sie – weltweit erstmals – ein autonomes Koppelmanöver mit dem Orbiter durchführte und den Behälter mit den Bodenproben an die in einer Vertiefung des Orbiters sitzende Wiedereintrittskapsel übergab. Anschließend brachte der Orbiter die Wiedereintrittskapsel zurück zur Erde und setzte sie in einer Höhe von 5000 km über dem Südatlantik aus, von wo die Kapsel über Pakistan in die Innere Mongolei flog und dort landete. Die Mission wurde von der Europäischen Weltraumorganisation unterstützt.
| Tiefraum Kashgar |

| Tiefraum Giyamusi |

| Tiefraum Zapala |

| Zentrale Xi’an |

| Zentrale Peking |

| Tracking Qingdao |

| Tracking Xiamen |

| Tracking Sanya |

| Tracking Swakopmund |

| Yuan Wang 3 |

| Yuan Wang 5 |

| Yuan Wang 6 |

| Antenne Kunming |

| Antenne Ürümqi |

| Antenne Miyun |

| Antenne/Zentrale Sheshan |

| Tracking Maspalomas |

| Tracking Kourou |